# Bứa núi
Bứa núi hay bứa rừng (danh pháp: Garcinia oliveri) là một loài thực vật có hoa trong họ Bứa. Loài này được Pierre mô tả khoa học đầu tiên năm 1882.